# Jeff Conaway
Jeffrey Charles William Michael "Jeff" Conaway (Nova York, 5 d'octubre de 1950 – Encino, 27 de maig de 2011), de nom artístic Jeff Conaway, va ser un actor dels Estats Units, ben conegut pel paper que va tenir en el musical i la pel·lícula Grease i les sèries de televisió Taxi i Babylon 5. Va dirigir el film de 1992 Bikini Summer II. En el teatre va interpretar el paper principal de l'obra Grease mentre que en la pel·lícula aquest paper el va fer John Travolta essent el de Jeffrey Conaway el del millor amic del protagonista. Va morir com a conseqüència d'una sobredosi de drogues.

## Filmografia
| - 1971: Jennifer on My Mind — Hanki - 1976: The Eagle Has Landed — Frazier - 1977: I Never Promised You a Rose Garden — Lactamaeon - 1977: Pete's Dragon — Willie - 1978: Grease — Kenickie - 1984: Covergirl — T.C. Sloane - 1986: The Patriot — Mitchell - 1988: Elvira, Mistress of the Dark — Travis - 1989: Ghost Writer — Tom Farrell - 1989: Tale of Two Sisters — conductor taxi - 1989: The Banker — Cowboy - 1990: The Sleeping Car — Bud Sorenson - 1991: A Time to Die — Frank - 1991: Total Exposure — Peter Keynes - 1992: Almost Pregnant (directe a vídeo) — Charlie Alderson - 1992: Bikini Summer II — Stu Stocker (també director) - 1992: Eye of the Storm — Tom Edwards - 1992: Mirror Images — Jeffrey Blair - 1993: Alien Intruder (directe a vídeo) — Borman - 1993: In a Moment of Passion — Werner Soehnen - 1993: It's Showtime - 1993: L.A. Goddess — Sean | - 1993: Sunset Strip — Tony - 1994: 2002: The Rape of Eden — Reverend - 1997: The Last Embrace — Jagger - 1998: Shadow of Doubt — Bixby - 1999: Jawbreaker — pare de Marcie - 1999: Man on the Moon — Ell mateix - 2001: Dating Service - 2001: Do You Wanna Know a Secret? — Agent Owen Sacker - 2002: Curse of the Forty-Niner — Reverend Sutter - 2002: The Biz — Gavin Elliot - 2003: Dickie Roberts: Former Child Star — Ell mateix - 2004: Pan Dulce — Gabriel Levine - 2004: The Corner Office — Dick - 2004: Y.M.I. — pare de Digger - 2005: From Behind the Sunflower — Leo - 2006: Living the Dream — Dick - 2006: The Pool 2 — Agent Frank Gun - 2006: The Utah Murder Project — Xèrif Dan Patterson - 2008: Wrestling — Franklin Conner - 2009: Dante's Inferno - Abandon All Hope — narrador - 2010: Dante's Inferno Animated — narrador - 2010: Dark Games — Tom Doyle - 2011: Dante's Inferno Documented — narrador |

## Televisió
| - 1975: Happy Days — Rocko (2 episodes, 1975–1976) - 1975: Joe Forrester (1 episode, 1975) - 1976: Barnaby Jones — Jeff Saunders (2 episodes, 1976–1977) - 1976: Mary Tyler Moore — Kenny Stevens (1 episode, 1976) - 1977: Delta County, U.S.A. — Terry Nicholas - 1978: Kojak — Bert Gaines (1 episode, 1978) - 1978: Taxi — Bobby Wheeler (50 episodes, 1978–1982) - 1979: Breaking Up Is Hard to Do — Roy Fletcher - 1980: For the Love of It — Russ - 1981: The Nashville Grab — Buddy Walker - 1983: Making of a Male Model — Chuck Lanyard - 1983: Wizards and Warriors — Prince Erik Greystone (2 episodes, 1983) - 1984: Murder, She Wrote — Howard Griffin (4 episodes, 1984–1994) - 1985: Berrenger's — John Higgins (11 episodes, 1985) - 1985: The Love Boat — Andy Jackson (1 episode, 1985) - 1985: Who's the Boss? — Jeff (1 episode, 1985) - 1986: Matlock — Daniel Ward (2 episodes, in 1986 and 1993) - 1987: Bay Coven — Josh McGwin - 1987: Hotel — Eric Madison (1 episode, 1987) - 1987: Mike Hammer — Harry Farris (2 episodes, in 1984 and 1987) | - 1987: Stingray — Ty Gardner (1 episode, 1987) - 1987: Tales from the Darkside — Peter (1 episode, 1987) - 1987: The Bold and the Beautiful — Mick Savage (unknown episodes, 1989–1990) - 1988: The Dirty Dozen: The Fatal Mission — Sergent Holt - 1989: Freddy's Nightmares — Buddy Powers (1 episode, 1989) - 1989: Monsters — Phil (1 episode, 1989) - 1990: Good Grief — Winston Payne (1 episode, 1990) - 1990: Shades of LA — Richard (1 episode, 1990) - 1994: Babylon 5 — Zack Allan (74 episodes, 1994–1998) - 1995: Burke's Law — Dr. Alex Kenyon (1 episode, 1995) - 1995: Hope & Gloria — Bud Green (1 episode, 1995) - 1996: Mr. & Mrs. Smith — Rich Edwards (1 episode, 1996) - 1997: George & Leo (1 episode, 1997) - 1998: Babylon 5: The River of Souls — Zack Allen - 1998: Babylon 5: Thirdspace — Zack Allen - 1999: Babylon 5: A Call to Arms — Zack Allen - 2000: L.A. 7 — Manager of Radio Station (1 episode, 2000) - 2004: She Spies — Zachary Mason (1 episode, 2004) - 2006: The John Kerwin Show — Guest (1 episode, 2006) |

## Premis i nominacions
- 1979. Nominació al Globus d'Or al millor actor secundari en sèrie de televisió per Taxi
- 1980. Nominació al Globus d'Or al millor actor secundari en sèrie de televisió per Taxi